# Yacine Abdessadki
Yacine Abdessadki (en arabe : ياسين عبد الصادقي), est un footballeur franco-marocain né le 1er janvier 1981 à Nice. Il est milieu offensif.

## Biographie

### Club
Abdessadki commence jeune le football au Sporting Toulon Var avant de rejoindre le RC Strasbourg pour une durée de 4 ans. Mais il joue peu et est prêté une saison au Grenoble Foot en pour la saison 2002-2003 de Ligue 2. De retour à Strasbourg il participe activement aux deux saisons suivantes du RC Strasbourg, ponctuées par la gain de la Coupe de la Ligue. En 2005 il s'engage pour trois ans avec le Toulouse FC mais ne s'y impose pas et ne reste que six mois dans le club de la ville rose, avant de retourner à Strasbourg lors du mercato hivernale, avec un contrat qui courre jusqu'à l'intersaison 2008.En 2008 il quitte Strasbourg pour le club allemand du SC Fribourg. Lors de l'intersaison 2013, il effectue un essai de quelques jours au FC Sochaux Montbéliard.
Le 27 juin 2015, il s'engage avec les SR Colmar, club avec lequel il s’entraînait régulièrement depuis la fin de son contrat fribourgeois,. 

### Sélection nationale
International marocain, il honore sa première sélection face au Burkina Faso, en novembre 2004.
| Caps | Date       | Match                | Lieu       | Score | Compétition      | But |
| 1    | 17/11/2004 | Maroc – Burkina Faso | Rabat      | 4 - 0 | Amical           | 1   |
| 2    | 09/02/2005 | Maroc - Kenya        | Rabat      | 5 - 1 | Elim.CAN/CM 2006 | --  |
| 3    | 04/06/2005 | Maroc - Malawi       | Rabat      | 4 - 1 | Elim.CAN/CM 2006 | --  |
| 4    | 18/06/2005 | Kenya - Maroc        | Nairobi    | 0 - 0 | Elim.CAN/CM 2006 | --  |
| 5    | 17/08/2005 | Togo - Maroc         | Rouen      | 1 - 0 | Amical           | --  |
| 6    | 07/02/2007 | Maroc - Tunisie      | Rabat      | 1 - 1 | Amical           | --  |
| 7    | 08/09/2007 | Ghana - Maroc        | Rouen      | 2 - 0 | Amical           | --  |
| 8    | 21/11/2007 | Sénégal - Maroc      | Créteil    | 0 - 3 | Amical           | --  |
| 9    | 19/11/2008 | Maroc - Zambie       | Casablanca | 3 - 0 | Amical           | --  |
| ---- | ---------- | -------------------- | ---------- | ----- | ---------------- | --- |

## Carrière
- 1997-1998 :  Sporting Toulon Var
- 1998-2002 :  RC Strasbourg
- 2002-2003 :  Grenoble Foot
- 2003-2005 :  RC Strasbourg
- 2005-2006 :  Toulouse FC
- 2006-2008 :  RC Strasbourg
- 2008-2012 :  SC Fribourg
- 2015-2016 :  SR Colmar
- 2016-2018 :  FC Kronenbourg
- 2018-2019 :  Kehler FV

| Saison                | Club                  | Championnat             | Championnat | Championnat | Coupe nationale | Coupe nationale | Coupe de la Ligue | Coupe de la Ligue | Compétition(s) continentale(s) | Compétition(s) continentale(s) | Compétition(s) continentale(s) | Total | Total |
| Saison                | Club                  | Division                | M.          | B.          | M.              | B.              | M.                | B.                | Comp.                          | M.                             | B.                             | M.    | B.    |
| 1998-1999             | RC Strasbourg         | Division 1              | 0           | 0           | 0               | 0               | 1                 | 0                 | -                              | -                              | -                              | 1     | 0     |
| 1999-2000             | RC Strasbourg         | Division 1              | 0           | 0           | 0               | 0               | 0                 | 0                 | -                              | -                              | -                              | 0     | 0     |
| 2000-2001             | RC Strasbourg         | Division 1              | 4           | 0           | 1               | 0               | 1                 | 0                 | -                              | -                              | -                              | 6     | 0     |
| 2001-2002             | RC Strasbourg         | Division 2              | 7           | 0           | 2               | 0               | 1                 | 0                 | C3                             | 1                              | 0                              | 11    | 0     |
| 2002-2003             | Grenoble Foot (prêt)  | Ligue 2                 | 18          | 1           | 2               | 0               | 0                 | 0                 | -                              | -                              | -                              | 20    | 1     |
| 2003-2004             | RC Strasbourg         | Ligue 1                 | 22          | 0           | 0               | 0               | 0                 | 0                 | -                              | -                              | -                              | 22    | 0     |
| 2004-2005             | RC Strasbourg         | Ligue 1                 | 35          | 6           | 1               | 0               | 5                 | 0                 | -                              | -                              | -                              | 41    | 6     |
| 2005-2006             | Toulouse FC (prêt)    | Ligue 1                 | 9           | 0           | 0               | 0               | 1                 | 0                 | -                              | -                              | -                              | 10    | 0     |
| 2005-2006             | RC Strasbourg         | Ligue 1                 | 13          | 3           | 1               | 0               | 0                 | 0                 | C3                             | 3                              | 0                              | 17    | 3     |
| 2006-2007             | RC Strasbourg         | Ligue 2                 | 31          | 0           | 1               | 0               | 2                 | 0                 | -                              | -                              | -                              | 34    | 0     |
| 2007-2008             | RC Strasbourg         | Ligue 1                 | 23          | 0           | 2               | 0               | 0                 | 0                 | -                              | -                              | -                              | 25    | 0     |
| 2008-2009             | SC Fribourg           | 2. Bundesliga           | 32          | 3           | 3               | 1               | 0                 | 0                 | -                              | -                              | -                              | 35    | 4     |
| 2009-2010             | SC Fribourg           | 1. Bundesliga           | 23          | 2           | 2               | 0               | 0                 | 0                 | -                              | -                              | -                              | 25    | 2     |
| 2010-2011             | SC Fribourg           | 1. Bundesliga           | 30          | 0           | 1               | 0               | 0                 | 0                 | -                              | -                              | -                              | 31    | 0     |
| 2011-2012             | SC Fribourg           | 1. Bundesliga           | 19          | 0           | 0               | 0               | 0                 | 0                 | -                              | -                              | -                              | 19    | 0     |
| 2015-2016             | SR Colmar             | National                |             |             |                 |                 | -                 | -                 | -                              | -                              | -                              | 0     | 0     |
| 2016-2017             | FC Kronenbourg        | Division Honneur Alsace |             |             |                 |                 | -                 | -                 | -                              | -                              | -                              | 0     | 0     |
| 2017-2018             | FC Kronenbourg        | Division Honneur Alsace |             |             |                 |                 | -                 | -                 | -                              | -                              | -                              | 0     | 0     |
| Total sur la carrière | Total sur la carrière | Total sur la carrière   | 248         | 18          | 2               | 0               | 11                | 0                 | -                              | 4                              | 0                              | 265   | 18    |

## Palmarès
- RC Strasbourg
  - Vainqueur de la Coupe de France en 2001.
  - Vainqueur de la Coupe de la Ligue en 2005.
- SC Fribourg
  - Vainqueur de la 2.Bundesliga en 2009.

## Statistiques
À l'issue de la saison 2010-2011
- 4 matchs et 0 but en Coupe de l'UEFA
- 106 matchs et 9 buts en Ligue 1
- 56 matchs et 4 buts en Ligue 2
- 55 matchs et 2 buts en 1re division allemande
- 32 matchs et 3 buts en 2e division allemande